# Intel·ligència col·lectiva

Intel·ligència col·lectiva

La intel·ligència col·lectiva és una forma de maximitzar el coneixement i les capacitats cognitives d'un grup, a partir de la col·laboració i cooperació dels individus que el conformen.
Els estudis de la intel·ligència col·lectiva s'encabeixen dins el subcamp de la Sociologia, les Ciències de la Computació i el Comportament de Masses. El precursor del concepte fou l'entomòleg William Morton Wheeler, qui ja el 1911 senyala que individus aparentment independents poden cooperar fins al punt de convertir-se, conceptualment, en un sol organisme. Wheeler va observar aquest procés col·laboratiu en el seu treball amb les formigues que actuaven com les cèl·lules d'un sol animal amb una ment col·lectiva. A aquesta gran criatura que semblava formar una colònia l'anomenà "superorganisme".
El 1912, Émile Durkheim va identificar la societat com el recurs únic del pensament lògic humà. Argumenta que la societat constitueix una intel·ligència més gran perquè transcendeix l'individu en espai i temps.
En successives investigacions al llarg dels segles XX i XXI, el concepte s'ampliarà i enriquirà, a partir de les aportacions d'autors com Tom Atlee, George Pór o Pierre Lévy.
Segons Atlee el terme fa referència a una forma compartida i integrada d'intel·ligència, que es troba en l'individu i en el seu entorn. Així doncs, la intel·ligència col·lectiva sorgeix quan unim la nostra intel·ligència personal a la d'altres persones, per tal de generar un resultat que serà superior a la suma de les nostres perspectives individuals.
George Pór defineix el fenomen de la intel·ligència col·lectiva com “la capacitat de les comunitats humanes d'evolucionar cap a un ordre de complexitat i harmonia major, tan per mitjà de mecanismes d'innovació, com de diferenciació i integració, competència i col·laboració.” D'altra banda, Atlee i Pór, afirmen que la maximització de la intel·ligència col·lectiva depèn de l'habilitat d'una organització per acceptar i desenvolupar el “suggeriment daurat”, que és qualsevol contribució potencialment útil per a qualsevol membre.
Pierre Lévy, a l'obra "Inteligencia colectiva: por una antropología del ciberespacio" (Washington, 2004), la defineix com a “una intel·ligència repartida arreu, valorada constantment, coordinada en temps real, que condueix a la mobilització efectiva de competències. “ Segons l'autor, “el fonament i objectiu de la intel·ligència col·lectiva és el reconeixement i enriquiment mutu de les persones.”
Posteriorment, Thomas W. Malone i un equip d'investigadors de l'Institut Tecnològic de Massachusetts (MIT), demostren en una investigació publicada l'octubre del 2010, que existeix una intel·ligència col·lectiva en grups de persones que cooperen bé juntes, i que aquesta intel·ligència supera les capacitats cognitives individuals de cadascun dels seus membres.
D'altra banda, l'estudi revela que la tendència a cooperar eficientment està relacionada amb el nombre de dones presents al grup de treball, així com amb el nivell de sensibilitat social del grup, entesa com la bona predisposició dels individus a l'assignació d'ocupacions, per tal que tots els components de l'equip puguin aplicar les seves habilitats davant qualsevol desafiament.
Segons Malone, aquesta sensibilitat social estaria relacionada amb la capacitat dels individus del grup per a percebre les emocions de la resta de membres. En els grups on una persona és més dominant que la resta, la intel·ligència col·lectiva és menor que en aquells equips on els torns de conversa estan més ben distribuïts.
El concepte té múltiples aplicacions en l'àmbit de les organitzacions (empreses, partits polítics, sindicats, etc.), i es veurà impulsat amb les noves tecnologies de la informació i la comunicació, especialment Internet.